# وولا راکووا
وولا راکووا (به لاتین: Wola Rakowa) یک روستا در لهستان است که در گمینا برویتسه واقع شده‌است. وولا راکووا ۵۹۰ نفر جمعیت دارد.